# 馬理
馬理（1474年—1556年1月23日），字伯循，號谿田，陕西三原縣人。明朝政治人物。

## 生平
弘治十一年（1498年）戊午科陕西乡试第四名举人，正德九年（1514年）甲戌科会试第九名，二甲第二名進士。吏部尚书杨一清即擢为吏部稽勋主事，调文选司主事、考功主事，与郎中张衍瑞等谏正德皇帝南巡。下诏令跪阙门，廷杖夺俸。之后辞职回乡，教授生徒。
嘉靖初，起复为稽勋员外郎，与郎中余宽等伏阙争大礼，被下诏狱，再次被廷杖夺俸。迁吏部文选清吏司郎中、考功郎中，擢南京通政司参议。嘉靖二十年（1542年）任光禄寺卿，不久告老还乡。十年后，复起任南京光禄卿，次年致仕。嘉靖三十四年十二月十二日（1556年1月23日），嘉靖大地震，马理夫妇遇難。

## 著作
馬理學行純篤，與呂柟並為關中學者所宗。有《周易賛義》，《谿田文集》。
馬理曾主持編纂《陜西通志》，完成於嘉靖二十一年（1542）。《陜西通志》共四十卷，包括土地、文獻、民物、政事四綱。

## 家族
曾祖馬仲良。祖父馬貴。父馬江，號雲巖先生。嫡母劉氏、生母李氏。

## 延伸阅读
[在维基数据编辑]
 《國朝獻徵錄·卷之七十一》，出自焦竑《國朝獻徵錄》
 《明史卷二百八十二》，出自《明史》